# Jørn Utzon

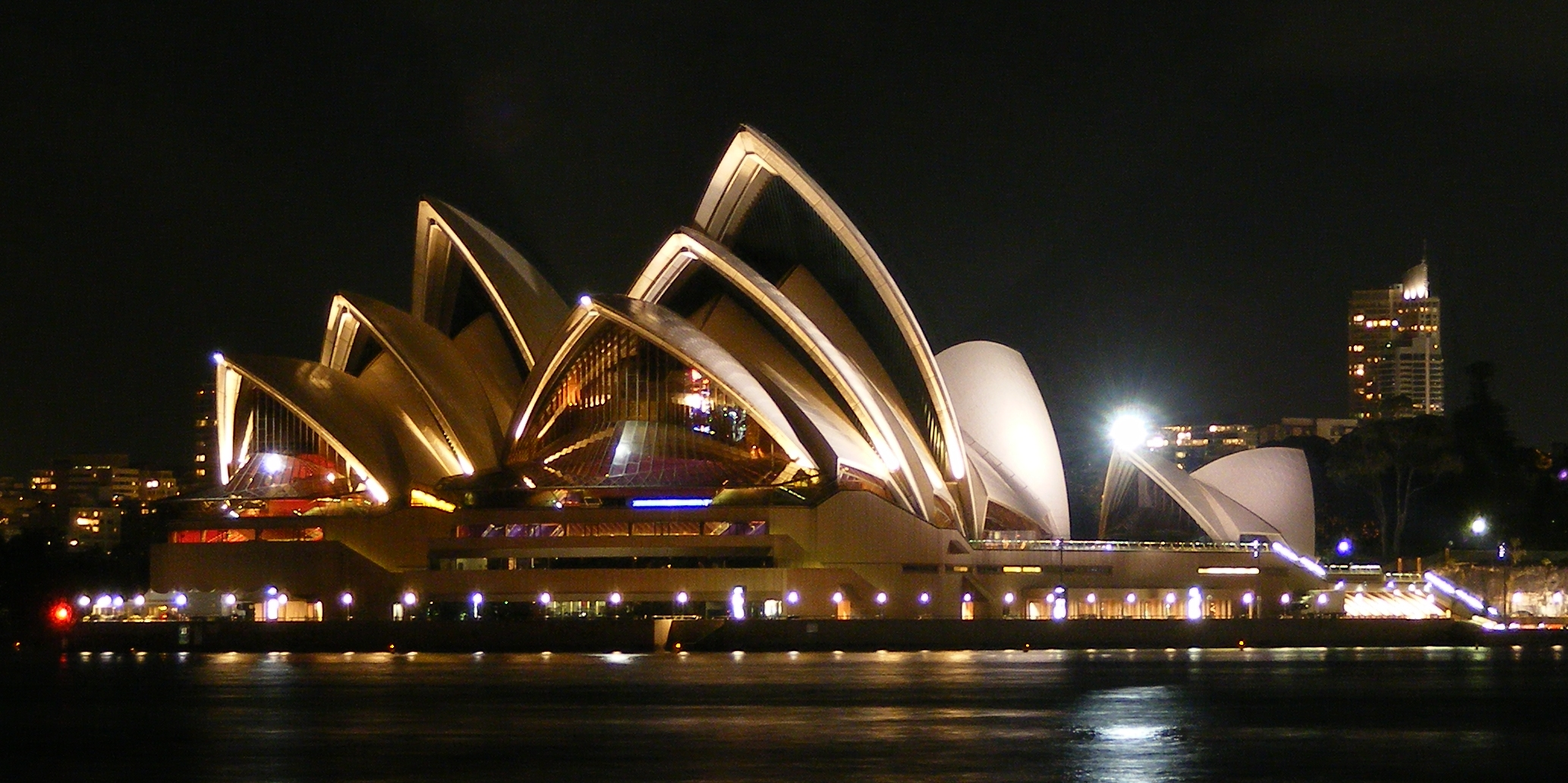
Opéra de Sydney.

Jørn Oberg Utzon, né le 9 avril 1918 et mort le 29 novembre 2008 à Copenhague, est un architecte danois célèbre pour avoir conçu l'opéra de Sydney qui est devenu l'emblème de cette ville et l’« un des symboles de l'Australie les plus connus au monde », selon les propos du Premier ministre australien Kevin Rudd.

## Enfance et formation
Jorn Utzon est né au sein d’une famille cultivée ayant participé à l’exécution du chantier naval d'Aalborg, ville où il grandit. Son père construisait des navires et des yachts, il a la chance d’assister à des chantiers et de pénétrer dans des ateliers de productions artisanales, les modèles et les forces de travail font partie de son enfance et forgent son œuvre.
En 1930, la famille Utzon part pour Stockholm où se déroule l’Exposition de Stockholm de 1930 : c'est un événement majeur dans leur vie de famille. Les bâtiments de l’exposition (façades vitrées, surfaces blanches et toits plats) sont conçus par Gunnar Asplund.
À l’adolescence, il suit des cours de sculpture avec le peintre Carl Kylberg grâce auxquels il développe ses talents artistiques. Il envisage alors de devenir artiste. Cependant, après avoir suivi des cours obligatoires à l’école catholique de Aalborg, la famille Utzon déménage pour Helsingor (Elseneur), où, avec l’aide du sculpteur Einar Utzon-Frank, oncle de Jorn Utzon, il intègre l'Académie royale des beaux-arts du Danemark. Il commence ses études d’architecture à 19 ans.

## Carrière

### Stockholm
Après avoir obtenu son diplôme à l’Académie des beaux-arts, en 1942 sous la direction de Steen Eiler Rasmussen, il part s’installer en Suède, pays neutre pendant la Seconde Guerre mondiale. Stockholm est devenue une ville cosmopolite où vivent beaucoup d’architectes danois. En 1942, Utzon se marie à Lis Fenger et jusque 1945 travaille avec Hakon Ahlberg puis avec Paul Hedqvist, où il rencontre l’architecte norvégien Arne Korsmo.
Entre la fin des hostilités allemandes au Danemark et la reddition officielle des troupes de l’Armée allemande le 5 mai 1945, Utzon crée un projet d’habitations temporaires pour la reconstruction d’après-guerre des villes européennes. Dans cet intervalle, il gagne la médaille d’or de l’Académie avec son projet du bâtiment de l’Académie royale de la musique du Danemark érigée sur une plateforme.
En 1945, le 25 octobre, il commence une brève collaboration avec Alvar Aalto, qui se terminera le 5 décembre suivant. Néanmoins, la synthèse entre tradition et modernité développée par Aalto et l’influence de Gunnar Asplund sont très importantes pour la suite de la carrière de Utzon : « Ils ont été mes professeurs »...

### Une période de concours
À la fin de la guerre, il rentre avec sa famille au Danemark et y ouvre sa propre agence. De 1945  à 1947, en collaboration avec Tobias Faber, il intervient dans de nombreuses compétitions pour la réalisation d’édifices publics et de complexes d’habitation paysagés. Le projet du Crystal Palace de Londres affichait les préoccupations plastiques, qu’il développera tout au long de sa carrière : les pavillons sont mis en place sur des podiums qui prennent en compte l’irrégularité du terrain, tandis que l’analogie avec les domaines de la forêt se manifeste à l’intérieur du bâtiment. Le projet était caractérisé par le développement vigoureux de la structure.
Durant ces années il voyage beaucoup, en particulier en Amérique (Mexique, États-Unis) et en Asie (Chine, Japon, Inde).
En 1947, pendant un séjour au Maroc, pour la création d’une série d’usines, il découvre l’architecture marocaine qui a une influence décisive sur son travail.
En 1949, Utzon part pour un grand voyage aux États-Unis. Il rend visite à Charles et Ray Eames dans leur maison de Pacific Palisades, séjourne à Taliesin East avec Frank Lloyd Wright puis rencontrera Mies van der Rohe à Chicago. Il poursuit son voyage jusqu’à Mexico, où les constructions mayas de la péninsule de Yucatan à Uxmal et Chichen Itza, construites principalement sur des plans horizontaux, sont « une des meilleures expériences architecturales de ma vie ».
À son retour, il continue à participer à des concours avec Arne Korsmo. En 1947, ils collaborent pour le projet de la Gare centrale d'Oslo, et pour la réalisation d’un complexe d’habitation dans le centre de Vestre Vika, en 1948. Grâce à ce projet, il travaille avec le groupe norvégien du Congrès international d'architecture moderne (PAGON).
Comme réponse au projet de la reconstruction d’après-guerre des villes européennes, le complexe d’habitation proposé à Oslo en Norvège, en 1951, s’adapte à une forte pente, qui s’étend au-delà des unités d’habitations dans une composition paysagère pour des logements à bas coûts. Plus tard il se concentre sur le projet des Kingo Houses, à Helsingor.

### Le style Utzon

#### Utzonian Houses
Les grandes poutres, les murs qui s’étendent sur le terrain, la fluidité de l’espace intérieur, la cheminée « collée » sur le toit et le contact avec le paysage environnant caractérisent les maisons de Jorn Utzon. Elles évoquent l’idéal de la maison de banlieue et le développement du modèle Usonian de Frank Lloyd Wright, tandis que les dispositions longitudinales de la maison, les chambres et l’adaptation au terrain naturel font allusion au complexe de logements à Armebraten. La maison de Jørn Utzon à Hellebaek (qui introduit le plan libre au Danemark) et les Utzonian Houses en général ont pour caractéristiques communes la maçonnerie en brique, la structure en bois et une relation importante avec le paysage.

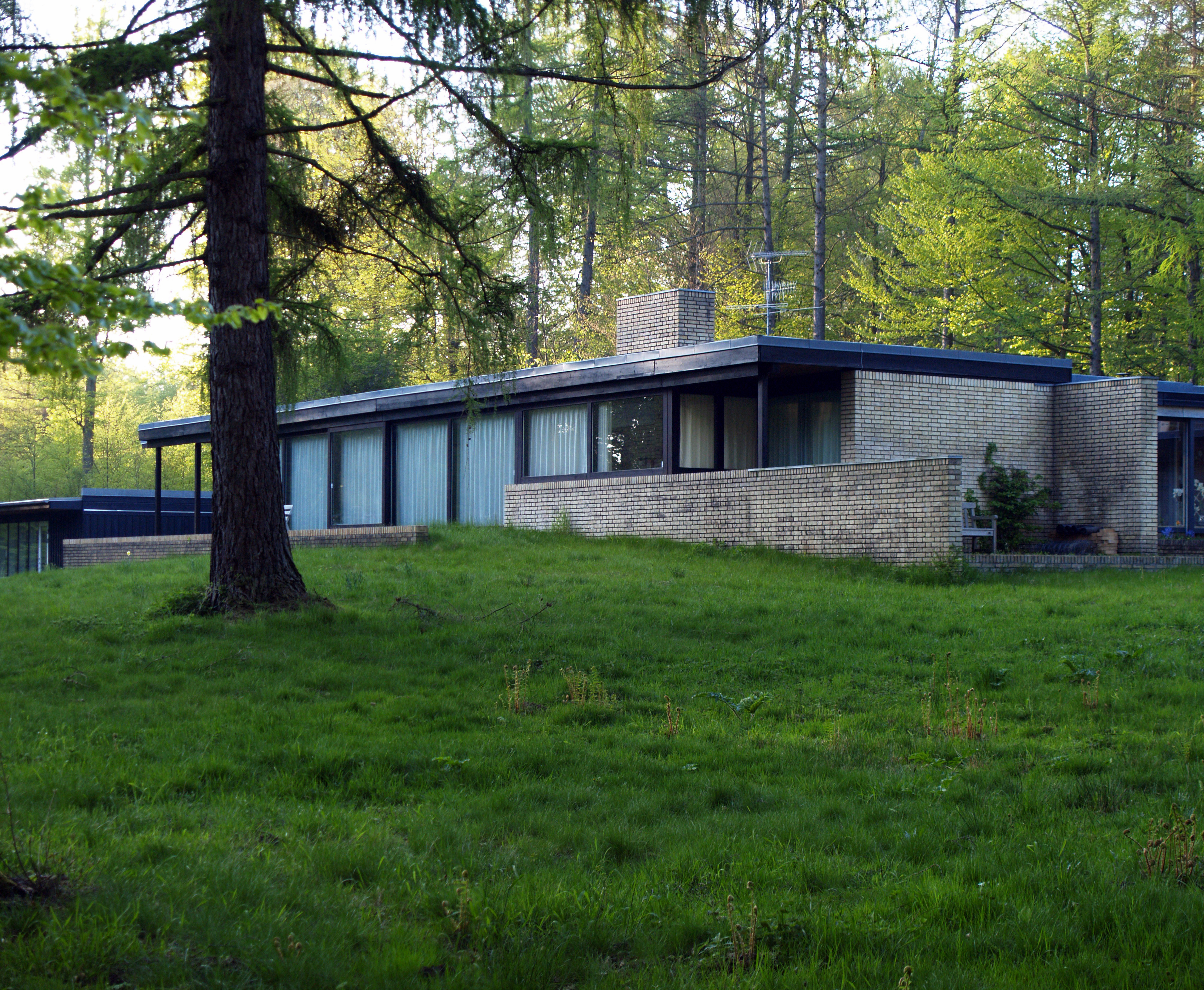
La maison de Jorn Utzon à Hellebæk (1950–52)
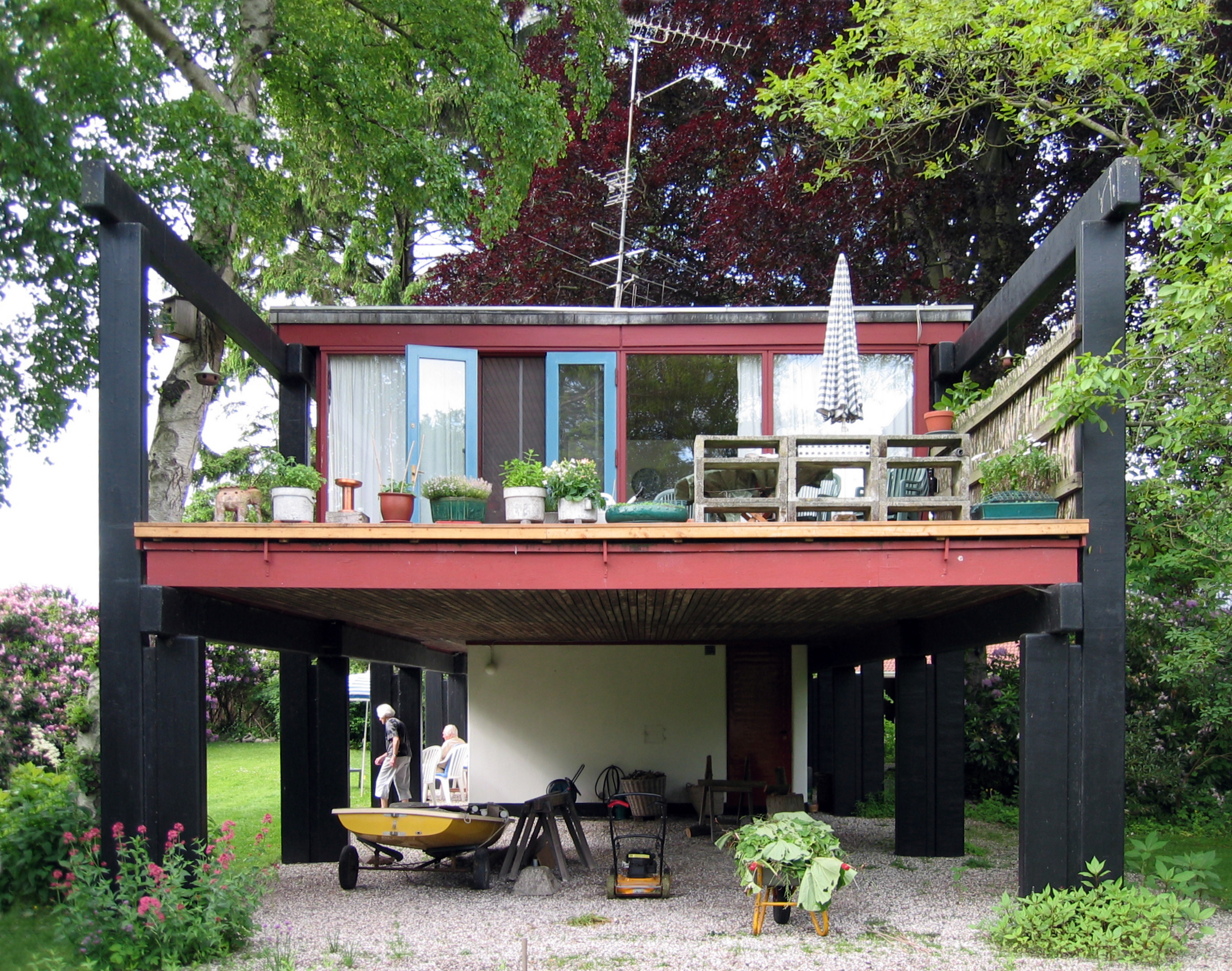
Middelboe house, Holte, (1953–55)
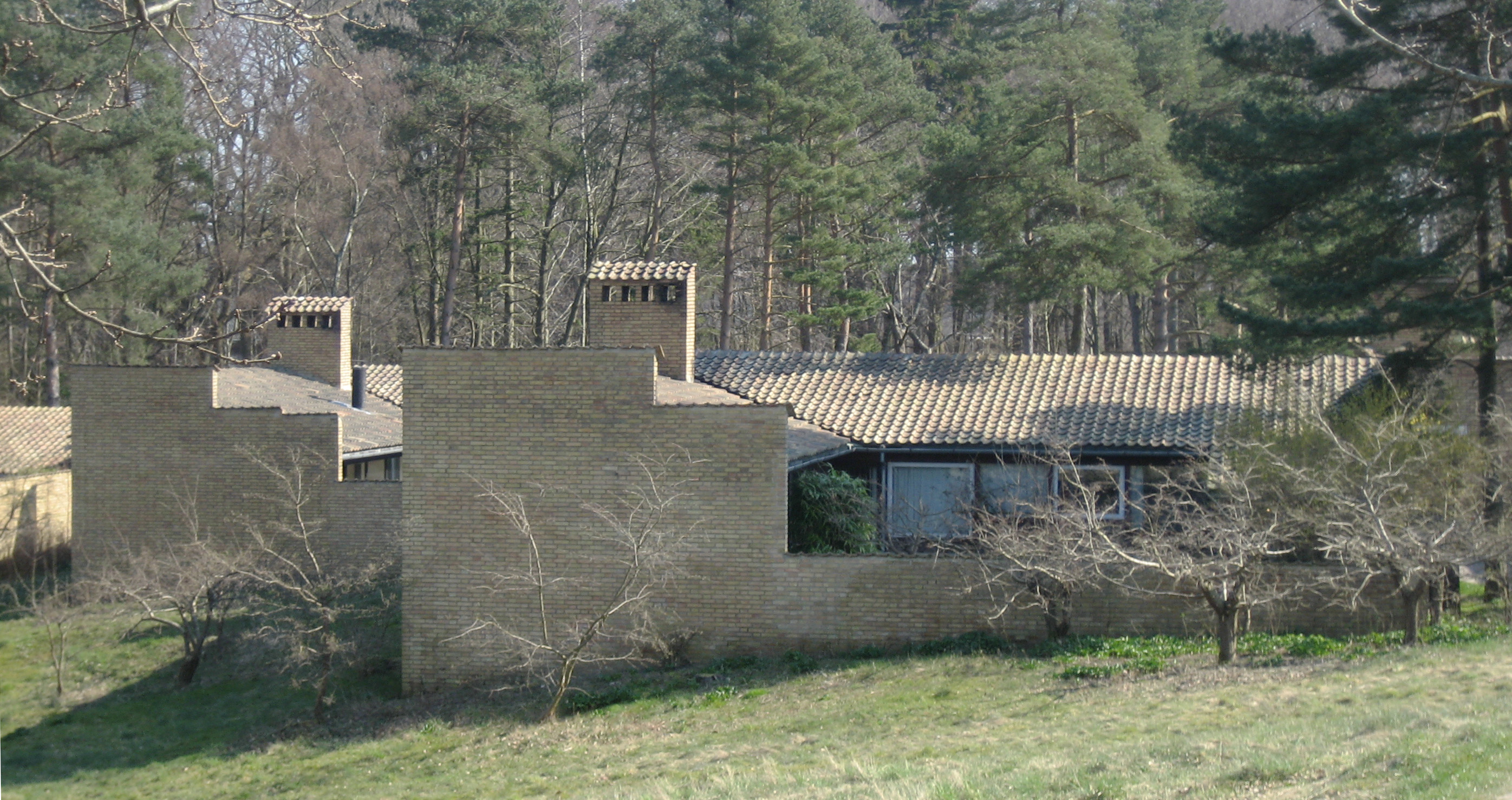
Kingo houses, Helsingor (1956–60)
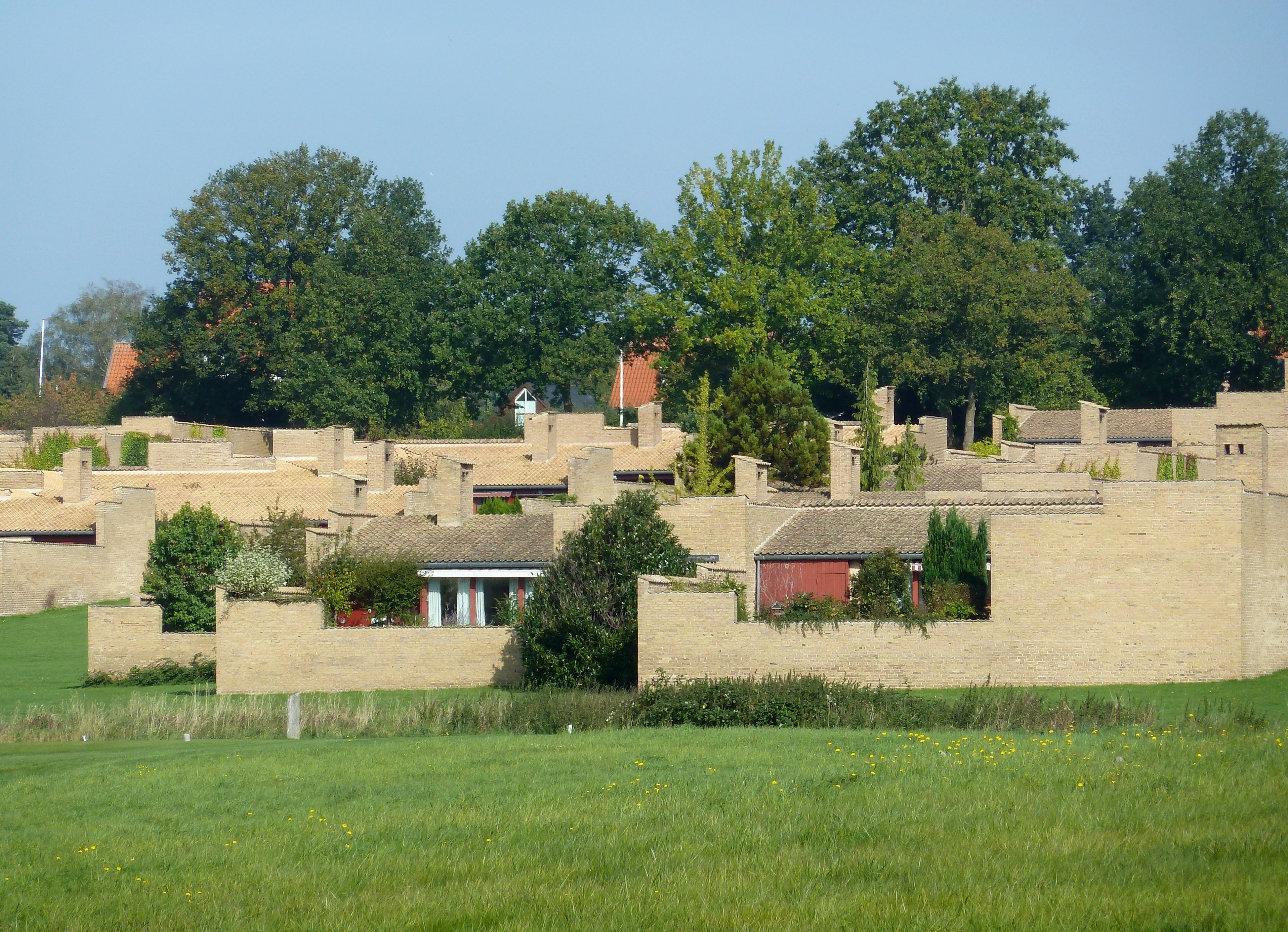
Fredensborg Houses (1959–63)

#### Logements collectifs
Cet intérêt pour l’architecture domestique est dû au concours remporté en 1953 pour la construction de logements sur la côte de Scanie. Le projet, conçu sur la base du modèle traditionnel des fermes danoises construites autour d’une cour centrale abritée, fait référence au complexe de logements de Rudolph M. Schindler à Pueblo Ribera et aux jardins du designer C. Th. Sorensene et réconcilie la manière dont chaque famille occupe l’espace. L’année suivante, les complexes d’habitation de Helsingor et Fredensborg sont construits, ce sont des compositions paysagères qui répondent aux principes établis au début de la compétition : séparation totale entre les systèmes de circulation conflictuels, double accès à la maison individuelle, réunion des unités formées par l’addition d’habitations, et la nature comme élément central et continu du complexe.
Dans la première moitié de 1950, Utzon s’engage au sein du studio suédois de Henry et Erik Andersson à Helsingborg, avec lequel il participe au concours pour des logements à Marieberg et Elineberg en 1954. Conçu sur la base d’une succession de tours dans un paysage maritime, le projet élargit l’étendue géographique du site. Cette base de projet a par la suite été développée dans les « compositions abstraites » de Frederiksberg et Elviria en 1959 et 1960.

### L'opéra de Sydney

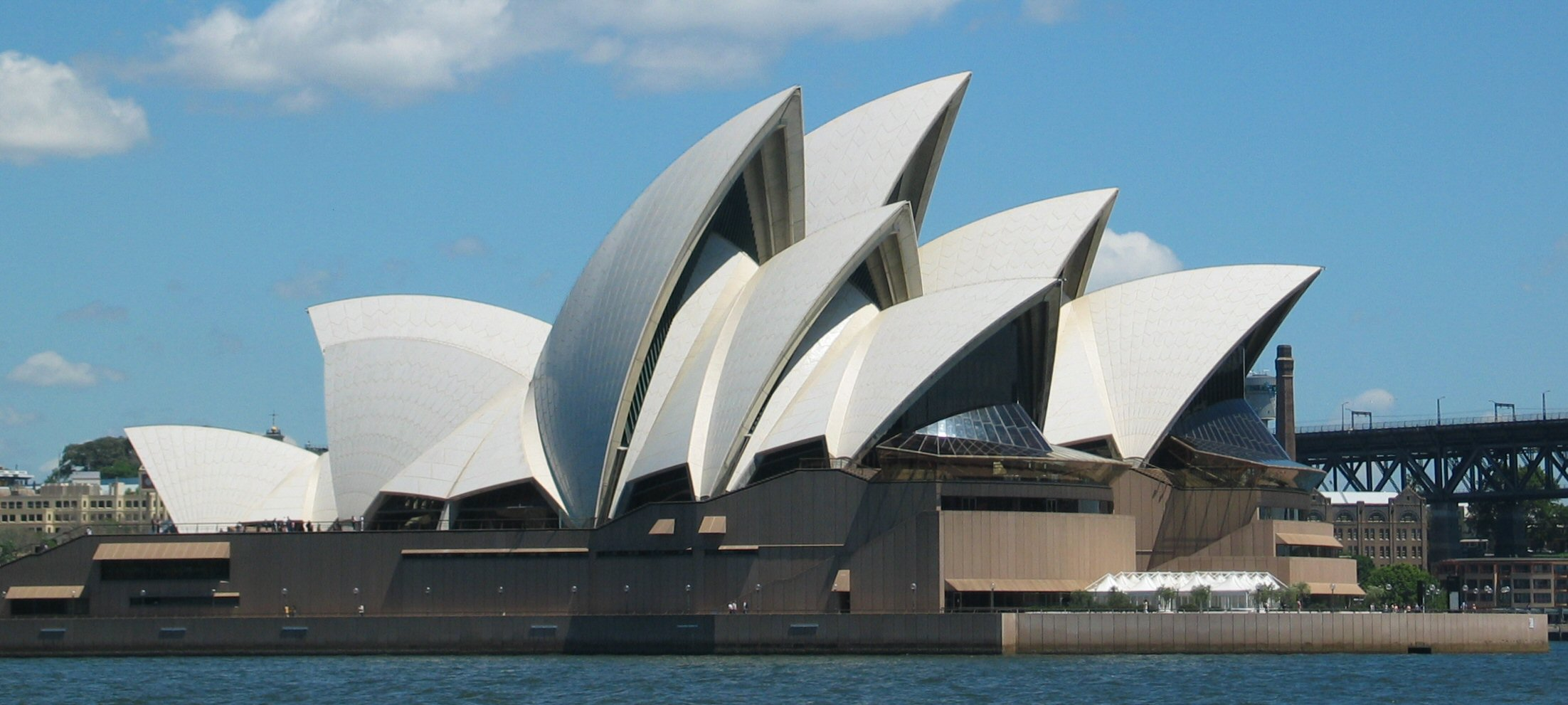

En 1957, le projet d'Utzon pour l’opéra de Sydney gagne le premier prix de la compétition internationale. Parmi les 233 projets présentés, la plate-forme surmontée de coquilles en agravitation a été choisie.
Située au milieu du port de Sydney, la nature massive de la plate-forme et l’aspect réaliste des solides coquilles blanches font allusion aux plates-formes précolombiennes et orientales ainsi qu’aux ruines et aux garde-corps du château de Kronborg à Helsingor. À 38 ans, la victoire d’Utzon au concours annonce une période intense de travail.
La première phase de construction, la plate-forme, commence dès mars 1959, tandis que le développement géométrique et structurel des coquilles dure jusqu’en 1961. Les coquilles, dont la forme a d’abord été dessinée pour les lampes Nordisk Solar dans les années 1940, sont des « formes géométriques très simples », fragments d’une seule sphère.
C’est un vrai défi de rationaliser la construction des coquilles développée depuis une forme sphérique. Ce modèle est conçu pour la  fabrication de la toiture à partir de panneaux préfabriqués en béton.
Perfection des matériaux, précision géométrique et cohérence technique déterminent l’intégrité de l’opéra de Sydney. Pendant la troisième phase de construction de l’opéra de Sydney, la construction des coquilles se poursuit et celle de l’intérieur commence. Mais ni le mur-rideau, fait d’une succession de meneaux en lamellé-collé articulé avec du bronze, qui complète la légèreté de la coquille, ni les poutres en lamellé articulé, qui constituent l’acoustique de l’auditorium, ne sont réalisés.
Les élections de 1965 amènent au pouvoir en Nouvelle-Galles du Sud un gouvernement libéral dirigé par Robert Askin, très critique à l'égard du projet. Après une longue série de désaccords, Utzon quitte le chantier et se rend à Hawaï puis retourne au Mexique. L'opéra est achevé par une nouvelle équipe d'architectes qui procède à de nombreuses modifications des aménagements intérieurs et il est inauguré le 20 octobre 1973 : Jorn Utzon n'est pas invité à la cérémonie et son nom n'y est pas prononcé. Cependant, la structure de gestion de l'opéra reprend contact avec l'architecte en 1999 ; une salle portant son nom est mise en fonction et il procède à des agencements, entre autres afin d'améliorer l'accessibilité.

#### En parallèle
Les intentions formelles ont été confirmées par Utzon durant son voyage à Sydney à la fin des années 1950.
En parallèle, Utzon réalise d’autres projets. La plate-forme et les toits suspendus du monde oriental, avec ses toits multicolores et la structure des ensembles urbains du monde islamique sont les éléments architecturaux de toute une série de projets comme la Melli Bank (en) en Iran, les plates-formes proposées pour la reconstruction du centre urbain de Berlin en 1957, et à Copenhague, pour l’exposition internationale de 1959. De même, le projet pour le collège de Hojstrup en 1958, qui a reçu le premier prix, fixe le toit en apesanteur et le volume de la tour face au paysage de l’Oresund. La plate-forme et les dalles de la toiture pliées rappellent la porte cochère de l’opéra de Sydney.
De 1963 à 1964, Jørn Utzon travaille sur le projet du musée d’art de Silkeborg et les théâtres de Zurich  et Wolfsbourg, toujours conçus sur la base de plates-formes massives et de toitures permettant une belle luminosité dans le bâtiment.

### Additive Architecture
1966 – Additive architecture
À la fin des années 1960, le désenchantement de Sydney déclenche un processus de réflexion, avec Additive Architecture (trad. architecture cumulative), c’est le début d’une nouvelle période caractérisée par la combinaison de la géométrie, la modulation et la production standardisée qui a été testée à Sydney. À la fin de la décennie, Utzon monte un nouveau groupe de projet basé sur le principe Additive Architecture : le dessin pour le centre-ville de Farum, en 1966, qui fait référence aux marchés arabes ; le stade de Djeddah, qui date de 1969, dont les modules préfabriqués développent la structure du bâtiment ; et la seconde version du musée d’art de Silkeborg, conçu grâce à une série de galeries étendues au-dessus du paysage. De même, le projet Espansiva building system résout la logique constructive des composants des maisons individuelles modulables. En parallèle, l’architecte travaille sur des projets de mobilier : Furniture system et New angle furniture system.

### Derniers projets

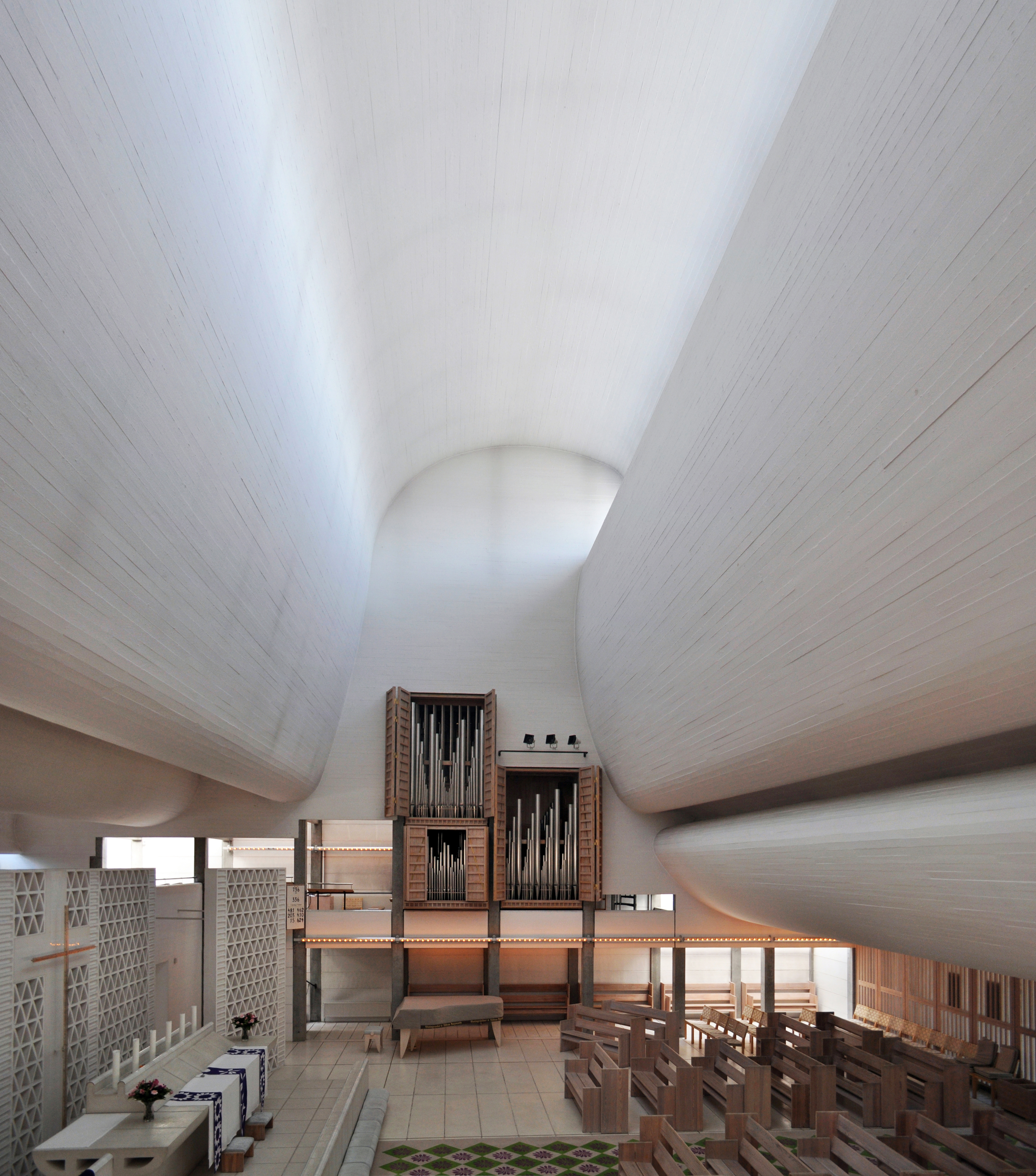
Bagsværd Church près de Copenhague (1968-76)

En 1973, et sans la présence de l’architecte, l’opéra de Sydney ouvre ses portes, un bâtiment emblématique qui devient le symbole d’une ville et d’un continent. Cet évènement coïncide avec le début de la construction de l’église à Bagsværd, constituée d’une succession de coquilles. Puis de 1972 à 1984, toujours avec un jeu de coquilles géantes en guise de toiture, s’érige le bâtiment de l'Assemblée nationale du Koweït.
Lors d’une de ses escales, après avoir quitté l’Australie, Jorn Utzon découvre l’île de Majorque. L’île le fascine, il décide d’y construire une maison de vacances : Can Lis. Mais les touristes ont vite voulu visiter cette maison. En 1994 il construit Can Feliz, dont l’endroit est gardé secret. Ces deux maisons sont ses dernières œuvres.
En 2005, en collaboration avec son fils Kim Utzon, il participe au projet du Utzon Center à Aalborg conçu pour inspirer les élèves architectes.
En 2008, à l’occasion de son 90e anniversaire, la 11e Biennale de Venise lui consacre une exposition intitulée The Architect's unviverse - Processes and visions, en collaboration avec le musée d'art moderne Louisiana de Copenhague, sous la direction de Kjeld Kjeldsen. Elle est proposée au Palazzo Franchetti, qui abrite l'Institut vénitien des sciences, des lettres et des arts. L’exposition se présente comme une rétrospective qui souhaite expliciter le processus créatif de l’architecte.
Jorn Utzon meurt le 29 novembre 2008, à la suite d'une crise cardiaque dans son sommeil, après une série d’opérations qui l’avaient affaibli. Ses fils Kim et Jan sont architectes, sa fille Lin est designer.

## Réalisations

### Bâtiments

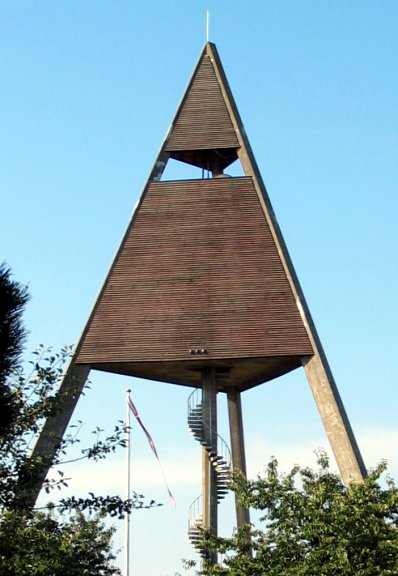
Svaneke water tower (1951).

- Pavillon à Alsgarde (1959, Danemark)
- Extension de la maison Leidersdorf (1941, Danemark)
- Académie Royale de la Musique (1944-1945, Copenhague, Danemark)
- Habitation temporaire (1945, Danemark)
- Usine de papier (1947, Maroc)
- Logements (1947, Maroc)
- Château d’eau de Svaneke (1949-1951, Danemark)
- Lotissement (1951, Norvège)
- Maison de Utzon à Hellebaek (1950-1952, Danemark)
- Maison Middelboe (1953-1955, Holte, Danemark)
- Maison Herstad (1953-1954, Rungsted, Danemark)
- Maison Rotzau-Larsen (1953–1954, Danemark)
- Maison Andersen (1953, Hillerod, Danemark)
- Maison Milling (1953-1954, Hillerod, Danemark)
- Lotissement  à Skjern (1954-1956, Danemark)
- Pont à Oslo (1954, Norvège)
- Maison Billie (1954-1955, Vejby Strand, Danemark)
- Maison Lillesoe (1955, Holte, Danemark)
- Villa Frank (1956, Vedbaek, Danemark)
- Villa Dalsgaard (1956, Holte, Denmark)
- Maison Arnung (1956, Naerum, Danemark)
- Kingo Houses (1956, Helsingor, Danemark)
- Lotissement à Bjuv (1956, Suède)
- Lotissement à Planetstaden (1956-1957, Lund, Suède)
- Opéra de Sydney (1956-1973, Australie)
- Maison Banck (1958, Helsingborg, Suède)
- Lotissement à Fredensborg (1959-1965, Danemark)
- Melli Bank (en) (1959-1960, Téhéran, Iran)
- Logements collectifs à Birkebo (1960, Helsingor, Danemark)
- Marché à Elineberg (1960, Helsingborg, Suède)
- Maison Herneryd (1960-1962, Helsingborg, Suède)
- Centre de remise en forme à Helsingor (1962-1966, Danemark)
- Maison Povl Ahm (1963-1964, Hertfordshire, Royaume-Uni)
- Maison Utzon à Bayview (1963-1965, Sydney, Australie)
- Silkeborg Museum of Art, (1963, Danemark)
- Prototype Espensiva (1969, Hellebaek, Danemark)
- Collège (1969, Herning, Danemark)
- Prototype Uno-X (1969-1977, Herning, Danemark)
- Stade de Jedda (1969, Arabie Saoudite)
- Musée d’Art de Silkeborg (1969-1971)
- Église de Bagsvaerd (1968-1976, Danemark)
- Maison Utzon à Porto Petro, Can lis (1971-1973, Majorque, Espagne)
- Bâtiment de l'Assemblée nationale du Koweït (1972-1984)
- Piscine couverte à Copenhague (1979, Danemark)
- Paustian Furniture Showrooms (1985-1987, Copenhague, Danemark)
- Musée d’Art Moderne de Fredensborg (1988, Danemark)
- Maisons Utzon à Horta, Can Lis et Can Feliz (1972 et 1994, Majorque, Espagne)
- Utzon Center (2008, Aalborg, Danemark avec Kim Utzon)

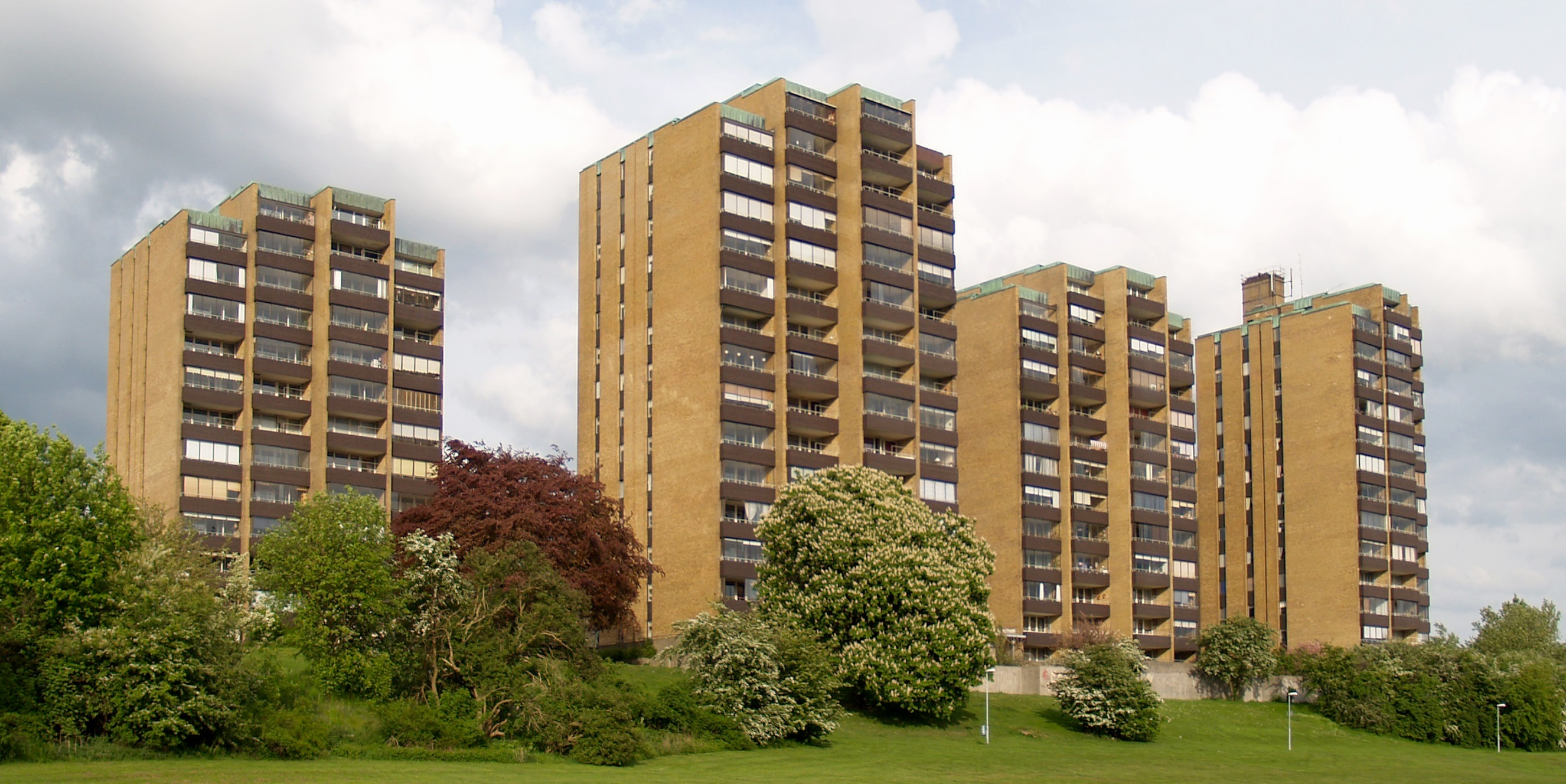
Elineberg Housing, Helsingborg, Suède, (1954–1966)
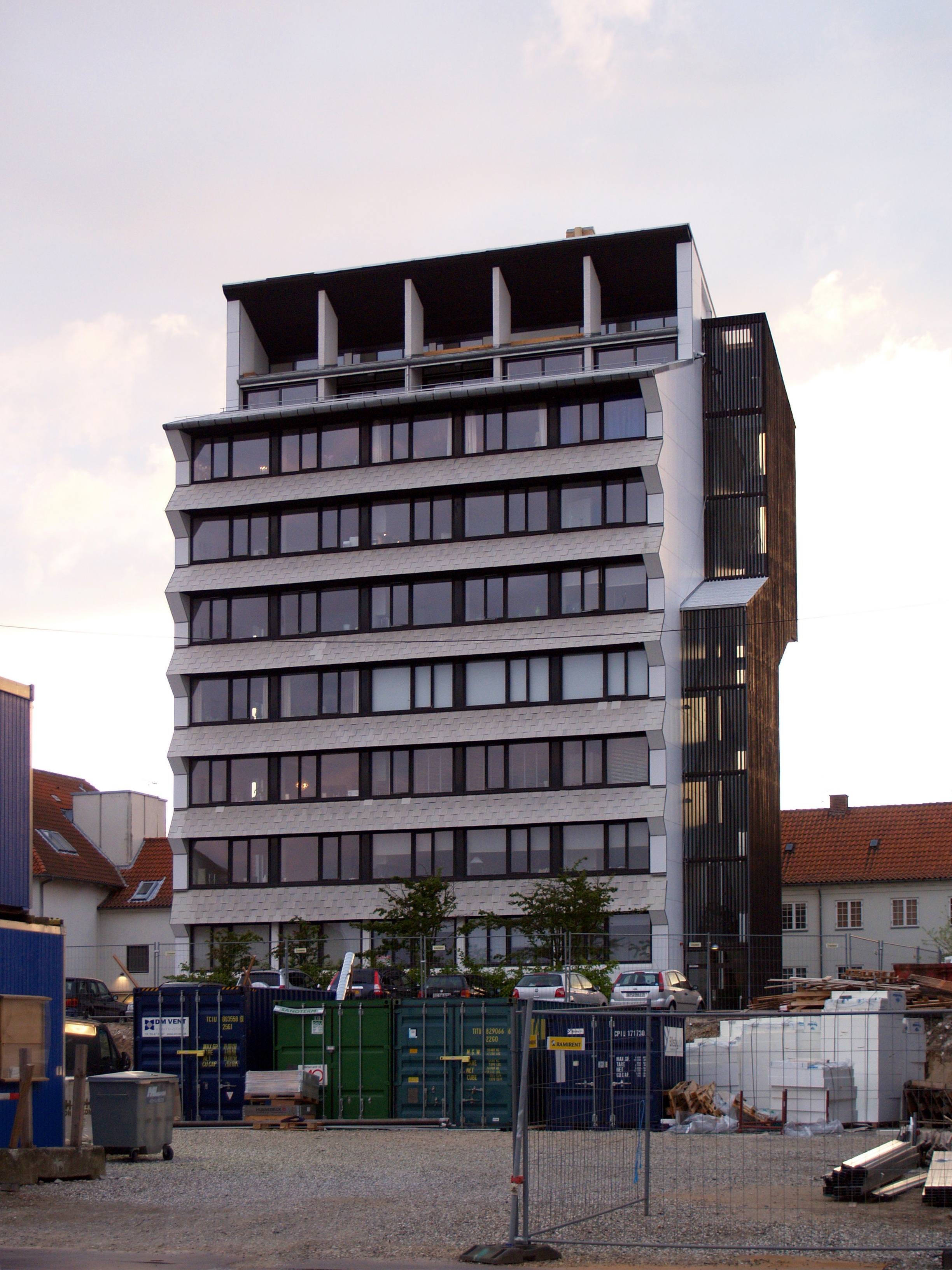
Hammershøj Care Centre, Elsinore, Danemark, (1962–1966)
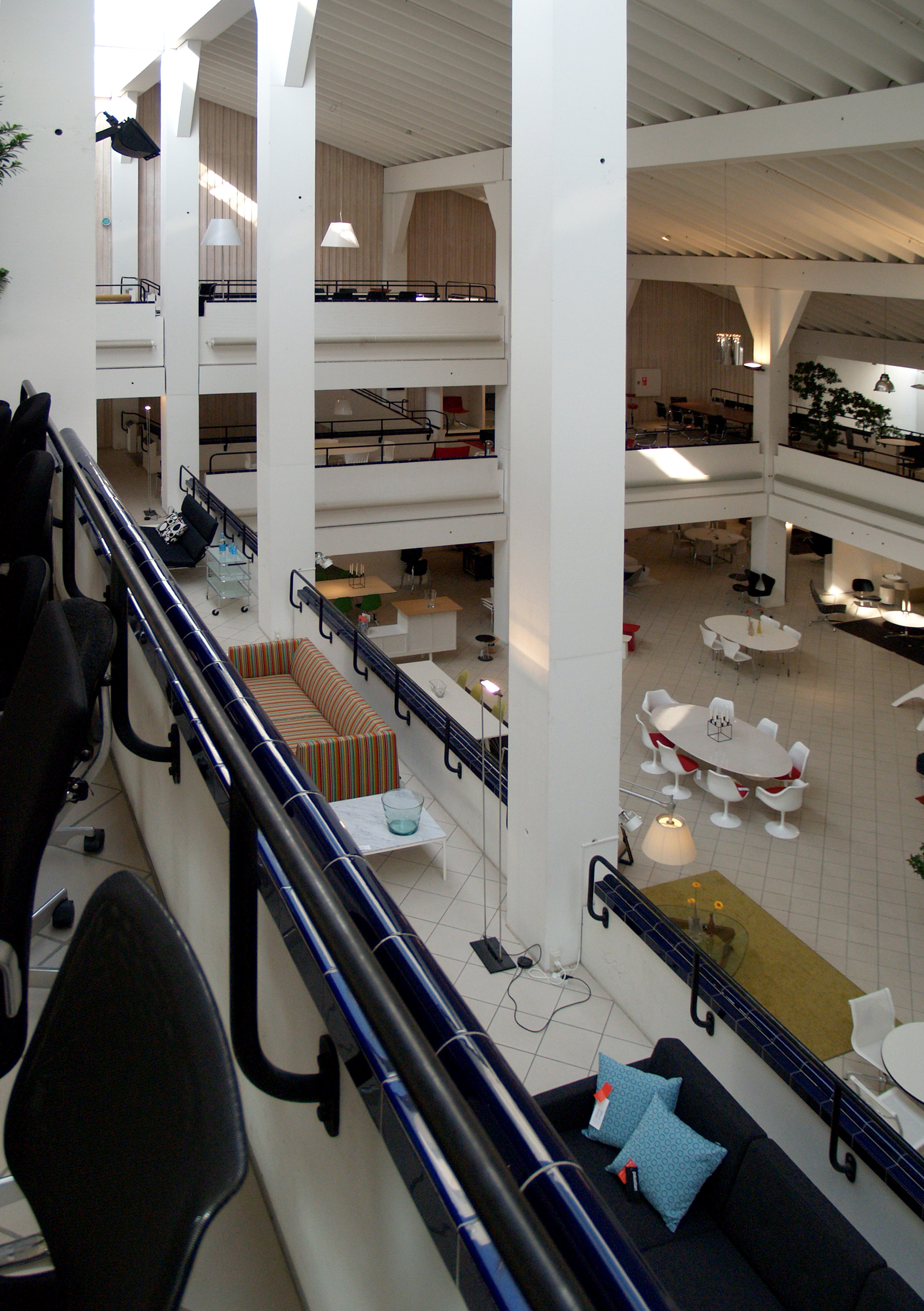
Paustian furniture store, Copenhague (1987)
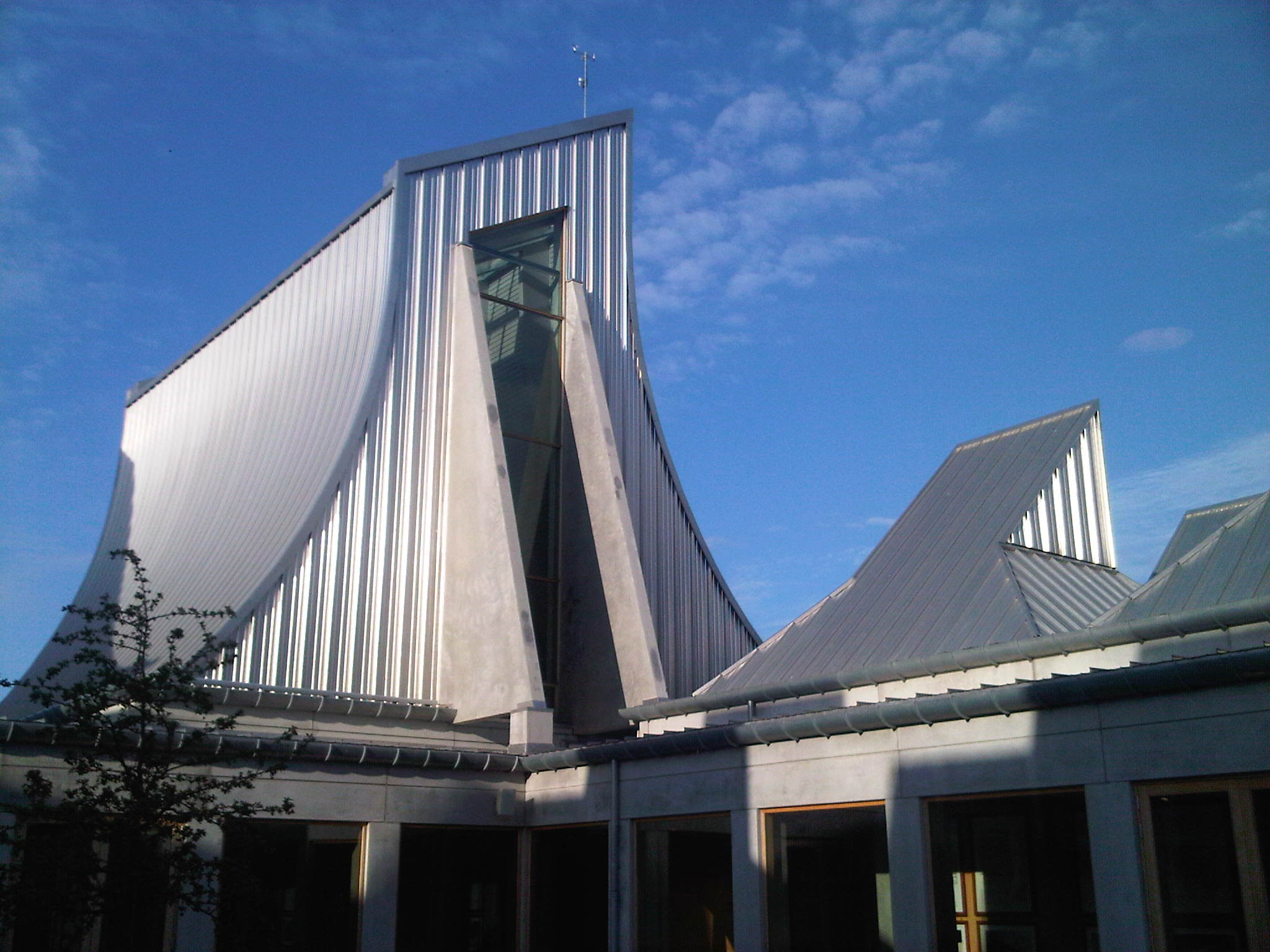
Utzon Center, Aalborg (2005-2008)

### Mobilier
- Chaise Design for the modern Furniture, concours. 1946 The Museum of Modern Art, New York, USA)
- Utsep furniture system 1968
- New angle furniture system 1968

## Récompenses
Durant sa carrière Jørn Utzon a reçu de nombreux prix, parmi lesquels :
- la médaille Alvar-Aalto,
- le prix Sonning,
- la Légion d'honneur française,
- Compagnon de l'ordre d'Australie
- la Grande médaille d'or de l'Académie française d'architecture,
- le prestigieux prix Pritzker en 2003, équivalent du prix Nobel d'architecture.
- Médaille Eckersberg